# فینال جام ملت‌های اروپا ۲۰۰۰
فینال جام ملت‌های اروپا ۲۰۰۰، رقابت پایانی جام ملت‌های اروپا ۲۰۰۰ است که مابین تیم ملی فوتبال فرانسه و تیم ملی فوتبال ایتالیا در ورزشگاه دکویپ، روتردام برگزار شده‌است.
این مسابقه که در تاریخ ۲ ژوئیه ۲۰۰۰ انجام شد. و ابتدا ایتالیا با گل مارکو دل وکیو در دقیقه۷۰ جلوافتاد و در دقایق پایانی بازی الساندرو دل پیرو چندین موقعیت صد درصد گل را از دست داد، و در حالی که بازیکنان ایتالیا با تشکیل حلقه شادی منتظر سوت پایان بازی و ریختن داخل زمین برای جشن گرفتن بودند، سیلوین ویلتورد در آخرین ثانیه‌های بازی و در دقیقه ۹۵ در کمال ناباوری گل تساوی را وارد دروازه ایتالیا کرد و کار به وقت اضافه کشیده شد. که در آن مقطع قانون گل طلائی در بازی‌ها حساب می‌شد و فرانسه که پس از زدن گل مساوی روحیه مضاعفی گرفته بود در همان دقایق وقت ابتدائی وقت اضافه با شوت سر ضرب و سهمگین دیوید ترزه گه به طاق دروازه موفق شد گل طلائی را وارد دروازه ایتالیا کند و بازی در همان لحظه به پایان رسید و فرانسه برای دومین بار قهرمان جام ملت‌های اروپا شد.

## جزئیات
| فرانسه                                    | ۲–۱ (و.ا./گ.ط.) | ایتالیا            |
| ----------------------------------------- | --------------- | ------------------ |
| - سیلوین ویلتورد ۹۰+۴' - دیوید ترزگه '۱۰۳ | گزارش           | - مارکو دلوکیو ۵۵' |

| GK       | ۱۶ | فابین بارتز     |     |     |
| RB       | ۱۵ | لیلیان تورام    | '۵۸ |     |
| CB       | ۸  | مارسل دسایی     |     |     |
| CB       | ۵  | لوران بلان      |     |     |
| LB       | ۳  | بیسنته لیزارازو |     | '۸۶ |
| CM       | ۴  | پاتریک ویرا     |     |     |
| CM       | ۷  | دیدیه دشان (ک)  |     |     |
| RW       | ۶  | یوری جورکائف    |     | '۷۶ |
| AM       | ۱۰ | زین‌الدین زیدان  |     |     |
| LW       | ۱۲ | تیری آنری       |     |     |
| CF       | ۲۱ | کریستوف دوگاری  |     | '۵۸ |
| تعویض‌ها: |    |                 |     |     |
| FW       | ۱۳ | سیلوین ویلتورد  |     | '۵۸ |
| FW       | ۲۰ | دیوید ترزگه     |     | '۷۶ |
| MF       | ۱۱ | رابرت پیرس      |     | '۸۶ |
| سرمربی:  |    |                 |     |     |
| روژه لمر |    |                 |     |     |

| GK       | ۱۲ | فرانچسکو تولدو     |     |     |
| CB       | ۵  | فابیو کاناوارو     | '۴۲ |     |
| CB       | ۱۳ | الساندرو نستا      |     |     |
| CB       | ۱۵ | مارک ایولیانو      |     |     |
| RWB      | ۱۱ | جانلوکا پسوتو      |     |     |
| LWB      | ۳  | پائولو مالدینی (ک) |     |     |
| CM       | ۴  | دیمیتریو آلبرتینی  |     |     |
| CM       | ۱۴ | لوئیجی دی بیاجو    | '۳۱ | '۶۶ |
| AM       | ۱۸ | استفانو فیوره      |     | '۵۳ |
| SS       | ۲۰ | فرانچسکو توتی      | '۹۰ |     |
| CF       | ۲۱ | مارکو دلوکیو       |     | '۸۶ |
| تعویض‌ها: |    |                    |     |     |
| FW       | ۱۰ | آلساندرو دل‌پیرو    |     | '۵۳ |
| MF       | ۱۶ | ماسیمو آمبروزینی   |     | '۶۶ |
| FW       | ۱۹ | وینچنزو مونتلا     |     | '۸۶ |
| سرمربی:  |    |                    |     |     |
| دینو زوف |    |                    |     |     |

| بهترین بازیکن زمین: فرانچسکو توتی (Italy) کمک داوران: Leif Lindberg (اتحادیه فوتبال سوئد) Jens Larsen (اتحادیه فوتبال دانمارک) Fourth official: José María García-Aranda (فدراسیون فوتبال سلطنتی اسپانیا) |